# Śląskie Open
Śląskie Open – kobiecy turniej tenisowy rozgrywany w Bytomiu na kortach ceglanych KS Bytom Górnik. Impreza zaliczana jest do cyklu ITF Women's Circuit. Dyrektorem turnieju jest Dariusz Łukaszewski. Pula nagród w 2019 roku wynosiła 25 000 dolarów amerykańskich, a w 2024 roku – 40 000 dolarów amerykańskich.

## Mecze finałowe

### gra pojedyncza
| Rok  | Mistrzyni           | Finalistka    | Wynik         |
| 2024 | Lucia Cortez Llorca | Mia Ristić    | 0:6, 6:4, 7:5 |
| 2019 | Maja Chwalińska     | Nina Potočnik | 6:3, 6:4      |

### gra podwójna
| Rok  | Mistrzynie                            | Finalistki                        | Wynik       |
| 2024 | Nicole Fossa Huergo Żybek Kułambajewa | Maryna Kołb Nadia Kołb            | 7:6(6), 6:2 |
| 2019 | Dalma Gálfi Katarzyna Piter           | Maryna Czernyszowa Daria Łodikowa | 6:4, 6:0    |